# Gustav Eberhard
Gustav Eberhard, född 1867, död 1940, var en tysk astronom.
Eberhard var från 1916 Hauptobservator vid Astrophysikalisches Observatorium i Potsdam, där han utförde omfattande spektroskopiska undersökningar över stjärnor och nebulosor.